# Stylianós Gonatás
Stylianós Gonatás (en grec moderne : Στυλιανός Γονατάς), né le 15 août 1876 à Patras et mort le 29 mars 1966 à Athènes, est un militaire et homme politique grec, Premier ministre de novembre 1922 à janvier 1924.

## Biographie
Militaire de carrière, il fait partie de l'entourage du colonel Nikólaos Zorbás après le coup de Goudi. Il participe aux guerres balkaniques, à la Première Guerre mondiale et à la guerre gréco-turque.
En septembre 1922, à la suite de la défaite grecque en Anatolie, un soulèvement militaire organisé avec notamment Nikólaos Plastíras amène à l'abdication du roi Constantin Ier. Un gouvernement civil dirigé par Sotírios Krokidás est formé. Le 27 novembre, Gonatás lui succède comme Premier ministre ; ses relations avec Georges II, fils et successeur de Constantin, sont tendues. Le coup d'État royaliste d'octobre 1923 finit d'opposer Gonatás et Georges, qui est incité par le Premier ministre à quitter le pays en décembre de la même année, alors que les élections législatives sont remportées par les vénizélistes.
Gonatás est un ferme partisan de la modernisation et de l'« occidentalisation » de la Grèce. C'est sous son mandat que le calendrier grégorien devient le calendrier officiel de l'état, et c'est aussi sous son mandat que l'église orthodoxe grecque est forcée par les autorités à abandonner le calendrier julien, ce qui donnera lieu ultérieurement au schisme des vieux-calendaristes.
En janvier 1924, Gonatás transmet le pouvoir à Elefthérios Venizélos, rentré d'exil un mois plus tôt.
En 1929, le général Gonatás est élu au Sénat, dont il est président de 1932 à 1935. Demeuré à Athènes durant l'occupation par les puissances de l'Axe, il est détenu pendant quatre mois dans le camp de concentration de Chaïdári. Après la guerre, il fonde le Parti national libéral qui s'allie avec le Parti du peuple et obtient trente sièges aux élections législatives de mars 1946. Favorable à la restauration de Georges II, Gonatás est ministre des Travaux publics dans le gouvernement de Konstantínos Tsaldáris en 1946-47. Battu aux élections législatives de 1950, il se retire de la vie politique tout en demeurant membre du Conseil de la couronne au titre d'ancien Premier ministre.